# Stenalia ascaniaenovae
Stenalia ascaniaenovae es una especie de coleóptero de la familia Mordellidae.

## Distribución geográfica
Habita en Ucrania.